# Gerd Wolf (Sänger)
Gerd Wolf (* 18. April 1940 in Flöha; † 28. April 2019 in Dresden) war ein deutscher Opernsänger (Bass).

## Leben

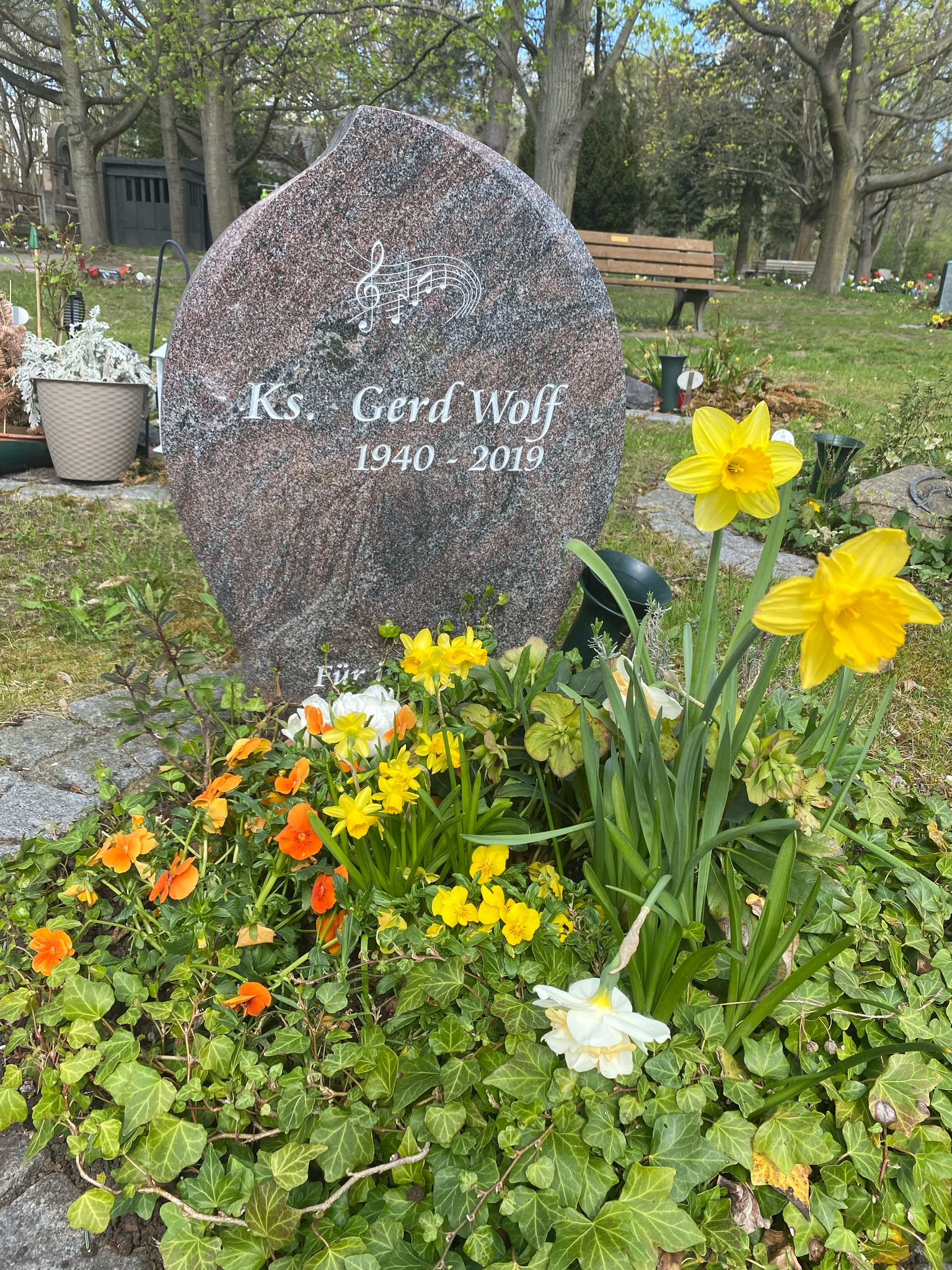
Grabstätte auf dem Georgen-Parochial-Friedhof II

Gerd Wolf studierte zunächst bei Frieder Trommler und debütierte 1970 als Eremit in Der Freischütz von Carl Maria von Weber. 1973 legte er nach dem Studium an der Hochschule für Musik Hanns Eisler Berlin das Staatsexamen als Solist ab. Von 1984 bis 2010 gehörte er dem Ensemble der Staatsoper Berlin an. Er war insbesondere als Bassbuffo erfolgreich, etwa in Zar und Zimmermann, als Falstaff in Die lustigen Weiber von Windsor und als Bartolo im Barbier von Sevilla. Der Kammersänger trat mit der Berliner Staatsoper bei zahlreichen Auslandsgastspielen und 1995 bei den Salzburger Festspielen auf.
Seine letzte Ruhestätte erhielt Gerd Wolf auf dem Georgen-Parochial-Friedhof II in Berlin. 